# Авеил (Јужни Судан)
Авеил (енгл. Aweil) главни је град вилајета Северни Бахр ел Газал у Јужном Судану. Налази се у долини река Лол и Понго, тачније на њиховом ушћу. Према процени из 2008. године у граду живи око 100.000 становника, углавном припадника народа Динке. Град је седиште мисије Уједињених нација за Судан и бројних других међународних организација.